# Конфигурацијска датотека
У рачунарству, конфигурацијске датотеке, или конфиг датотеке конфигуришу параметре и почетне поставке за неке рачунарске програме. Они се користе за корисничке апликације, серверске процесе и подешавања оперативног система. Датотека су често писане са АСКИИ кодирањем (ретко UTF-8) и линиски-оријентисани, са линијама прекинутим од стране њулајн или транспортни повратак/напајање линије пара (ЦР ЛФ), у зависности од оперативног система. У оперативним системима који категоришу датотеке по екстензијама, софтвер -зависне екстензије .цнф, .цонф, и .цфг се често користе.
Неке апликације обезбеђују алате за стварање, модификацију, и проверавање синтаксе њихових конфигурацијских датотека; они имају понекад графички интерфејс. За друге програме, системски администратори се могу очекивати да направе и модификују датотеке ручно користећи текстуални едитор. За серверске процесе и поставке оперативног система, често непостоји стандардизован алат, али оперативни системи могу да обезбеде њихове графичке интерфејсе као што су ЈаСТ или дебконф.
Неки програми само читају своје конфигурацијске датотеке на покретању система. Други периодично проверавају конфигурацијске датотеке ради промена. Корисници могу да нареде неким програмима да поново прочитају конфигурацијске датотеке и примене промене тренутног процеса, или пак да прочитају произвољне датотеке као конфигурацијске датотеке. не постоје дефинитивни стандарди или јаке конвенције.

## UNIX/Линукс
Преко Јуникс варијанти постоје хиљаде конфигурацијских-датотека формата. Свака апликација или услуга може да има посебан формат. Историјски, подешавања оперативног система Јуникс су често мењана само са променом конфигурацијских датотека. Скоро сви формати дозвољавају да унос буде онемогућен од стране додавањем специјалног коментар симбола, претварајући тај унос у коментар.
Конфигурацијске датотеке на Јуникс-типским оперативним системима се традиционално документују користећи манстране, иако се друге фроме онлајн помоћи такође користе. У многим случајевима уобичајене конфигурацијске датотеке дистрибуиране са програмом садрже обимну интерну документацију у форми коментара. Ретко је да датотека буде комплетно недокументована, осим у случајевима где је графички конфигурацијски алат пожељна метода конфигурације програма.
Јуникс корисничке апликације често креирају датотеку или директоријум у домаћем директоријуму корисника на покретању. Да би се сакрила датотека или директоријум са неформалног списка садржине домаћег директоријума, име датотеке или директоријума има префикс тачку, што је довело до назива "дотдатотека" или "дот датотека". Сервески процеси често користе конфигурацијске датотеке чуване у /etc, али они могу да користе и своји инсталацијски директоријум или или локацију дефинисану од стране системског адмиснистратора. Многи програми такође прихватају опцију командне линије наводећи локацију конфиг датотеке за коришћење.
Конфигурацијске датотеке такође раде више него што само модификују подешавања, они често (у форми "rc фајла") пуштају сет команди на покретању (на пример, "rc фајл" за љуску може да нареди љускци да промени директоријуме, пушта одређене програме, брише или креира датотеке — многе ствари које не укључују мењање променљивих унутар љуске и зато нису биле у љускиним дотдатотекама); према Јаргон датотекци, ова конвенција је позајмљена из "ранком датотека" на КТШС оперативном систему; . Ова фукционалсност може да буде продужена и јесте продужена за програме писане у интерпретираним језицима таквима да је конфигурацијски програм у ствари други програм који преписује, продужује или прилагођава оригинални програм; Имакс је најистакнутији овакав пример. "rc" конвенција именовања за "rc датотеке" је инспирисана од стране "ранком" постројења поменутог изнад и не важи за "ресурсну конфигурацију", или "рантајм конфигурацију", као што се често погрешно претпоставља.
"rc" датотеке су традиционално датотеке који који се завршавају са "(.)rc" суфиксом и који садрже податке и инфорамације који се користе као конфигурацијска инфорамција за повезан програм. Типично име тог програма је први део имена рк датотеке, са "(.)rc" суфиксом коришћеним да укаже на сврху датотеке, нпр. ".xinitrc", ".vimrc", ".bashrc", "xsane.rc".
На Јуникс варијантама дот датотеке остају "скривене" са списпа по норамли. На Мак OS X ове датотеке се понекад називају "скривене датотеке" иако постоје други механизми на Мак OS X да сакрију датотеку у различитим алатима. Експлореров интерфејс мајкрософтовог Windows XP недозвољава кориснику да промени име датотеке са иницијалом '.' иако дозвољава приступ тавима фајловима, и Windows Ноутпад програм дозвољава датотекама да буду сачуване са таквим именима. Где Јуникс програми који користе дотдатотеке се користе на Windows-у, они су понекад модификовани да прихватају неку другу конвенцију именовања; на пример, ГНУ Имакс дозвољава својим конфигурацијским датотекама да буду именоване _emacs уместо .emacs.
IBM-ов AIX користи Објектни програмски менаџер (ОПМ) базу података за чување неких системских подешавања,
од којих неки морају да буду доступни при времену покретања.

## MS-DOS
MS-DOS примарно се ослања на две датотеке које се зову CONFIG.SYS и AUTOEXEC.BAT. Оне су задржане до Windows 98SE, али нису биле стриктно потребне да би се покретале Windows апликације.

## Мајкрософт вондоус
Microsoft Windows породица оперативних система и њихове пратилачке апликације користе сличан систем конфигурацисјких датотека. Windows 3.0 је имао АПИ за ИНИ датотеке (од "иницијализације"). Многи Windows програми су напустили конфигурацијске датотеке и почели да користе Windows регистар да би чували инфорамције.

## Мак OS X
Особина листе датокета је стандард формата конфугурације датотеке у Мак OS X (као и у ИОС, НекстСТЕП, ГНУстеп и Кокоа апликацијама).

## IBM ОС/2
ОБМ-ов OS/2 користи бинарни формат, такође са .INI суфиксом, али се ово разликује од биндоус верзија.
Садржи листу од листи од не-искуцаних кључ-вредност парова.
Две датотеке контрооле подешавања целог система: OS2.INI и OS2SYS.INI.
Програмери апликације мога да изаберу да ли ће да их користе или да ли ће да креирају специфичну датотеку за њихове апликације.

## Конфигурацијски језици
Многе језичке спецификације су биле направљене посебно ради описа и задржавања конфигурација. Оне често нису Тјуринг потпуне (ни не морају да буду, по дефиницији). Важан изузетак је Луа, који је почео посебно као конфигурацијски језик за коришћење у другим програмима. Еволуирао је у комплетни програмски језик, али је задржао фразе које дозвољавају конфигурацијским описима да буду читани директно у домаћи, формулисани, табелирани сет варијабилних-кључ парова приступачним другим програмима (преко библиотеке), као и дозвољавање (само или екстернално) приказивања команди да се повећају конфигурацијске активности.
Ова класа укључује све језике за обележавање. Тренд у повећавању XML и ЈАМЛ (између осталих формата) за коришћење као формата конфигурацијских-датотека се у најмању руку парцијално може приписати повећању у популарности отвореног кода и платфорне неутралности софтверских апликација и библиотека. Штавише , спецификације које описују ове формате су рутински доступне јавности, самим тим повећавајући доступност парсера преко програмских језика.